# El Catllar
El Catllar település Spanyolországban, Tarragona tartományban. El Catllar La Secuita, Renau, Vespella de Gaià, La Riera de Gaià, Tarragona, Els Pallaresos és La Nou de Gaià községekkel határos. Lakosainak száma 5218 fő (2024).

## Népesség
A település népessége az elmúlt években az alábbi módon változott:
| Lakosok száma | 771  | 1261 | 996  | 1000 | 890  | 3070 | 4079 | 4222 | 4451 | 5218 |
|               | 1717 | 1887 | 1936 | 1960 | 1986 | 2004 | 2009 | 2014 | 2019 | 2024 |